# Adipinsäure
Adipinsäure (systematisch Hexandisäure) ist eine organische chemische Verbindung aus der Gruppe der Dicarbonsäuren. Adipinsäure bildet einen farb- und geruchlosen, angenehm sauer schmeckenden Feststoff. Ihre Ester und Salze werden als Adipate bezeichnet. Adipinsäure wurde zuerst bei der Oxidation von Fett gefunden (lateinisch adeps, „Fett“), wovon sich der Name ableitet.

## Vorkommen
In der Natur kommt Adipinsäure in Zuckerrübe, Roter Bete, Schweinefett, Guave  (Psidium guajava), Papaya (Carica papaya), und Himbeeren (Rubus idaeus) vor.

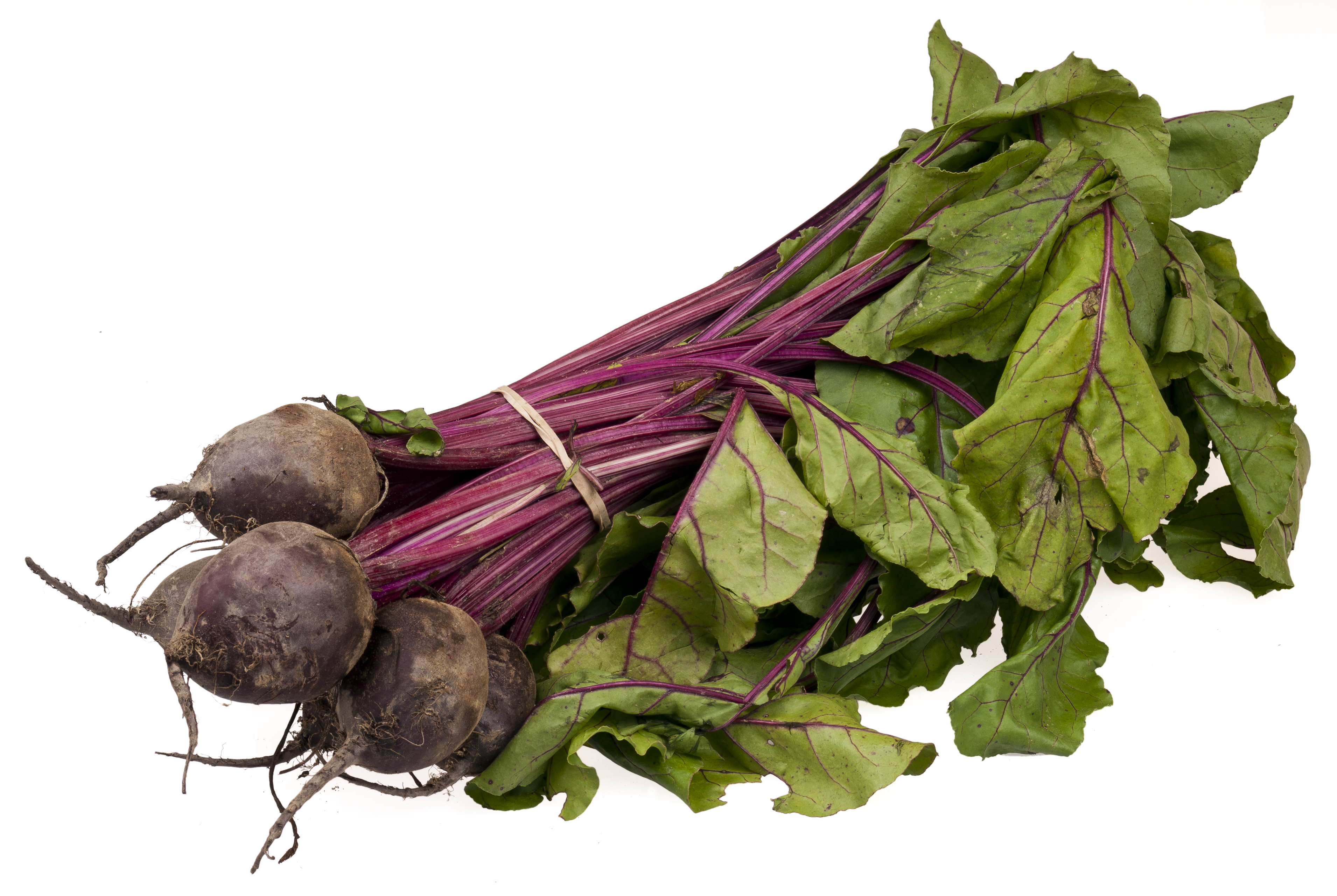
Rote Beete
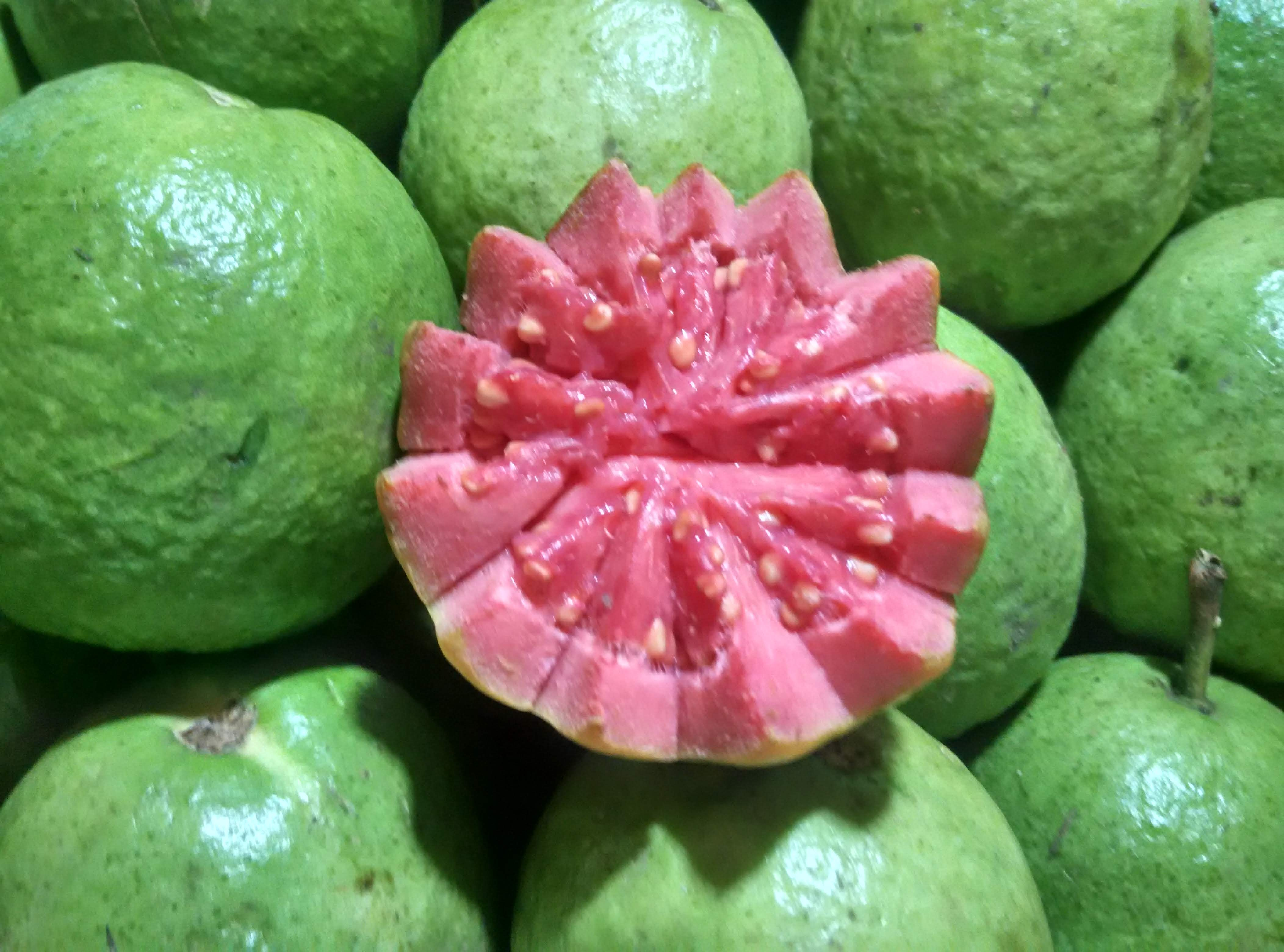
Guave
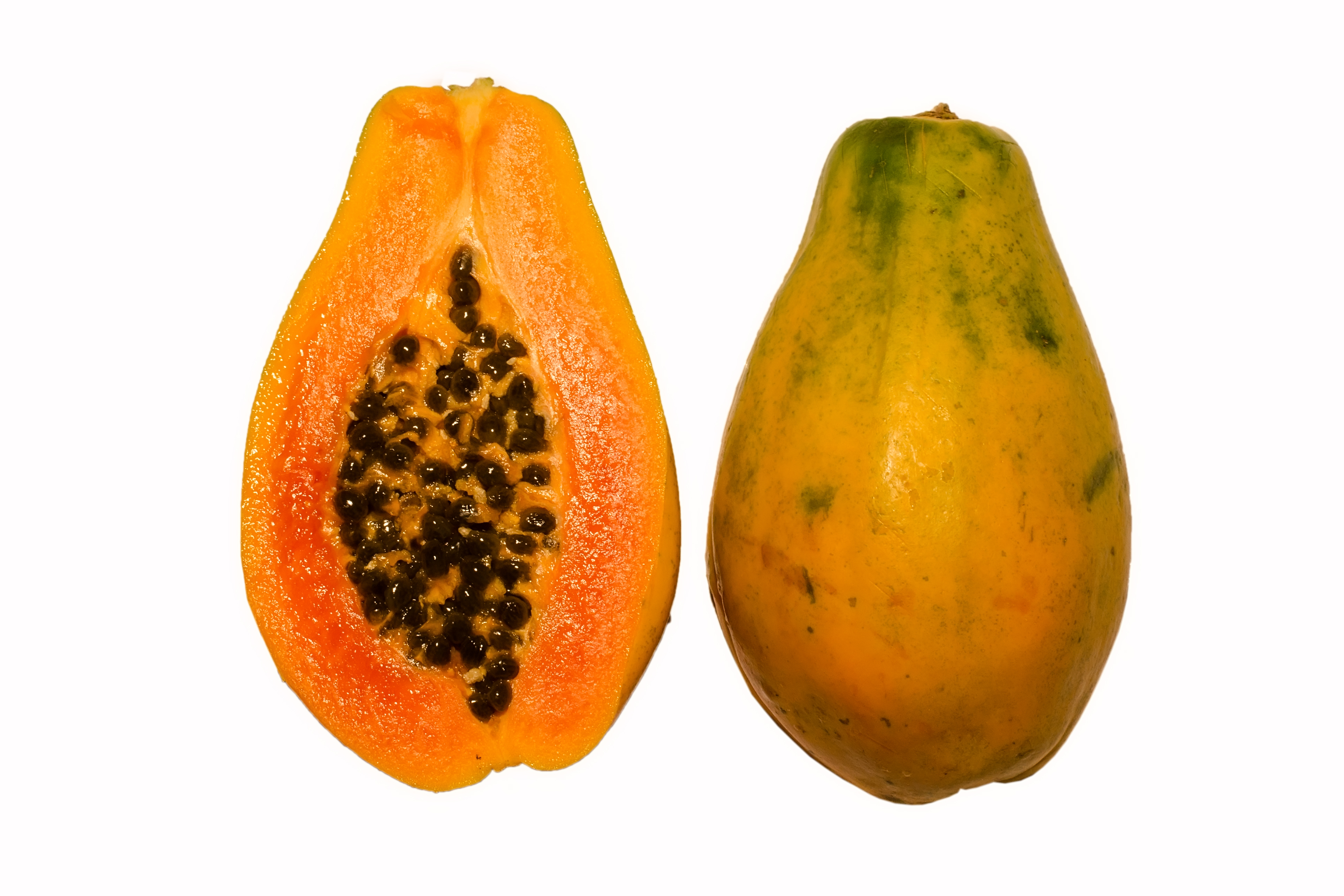
Papaya
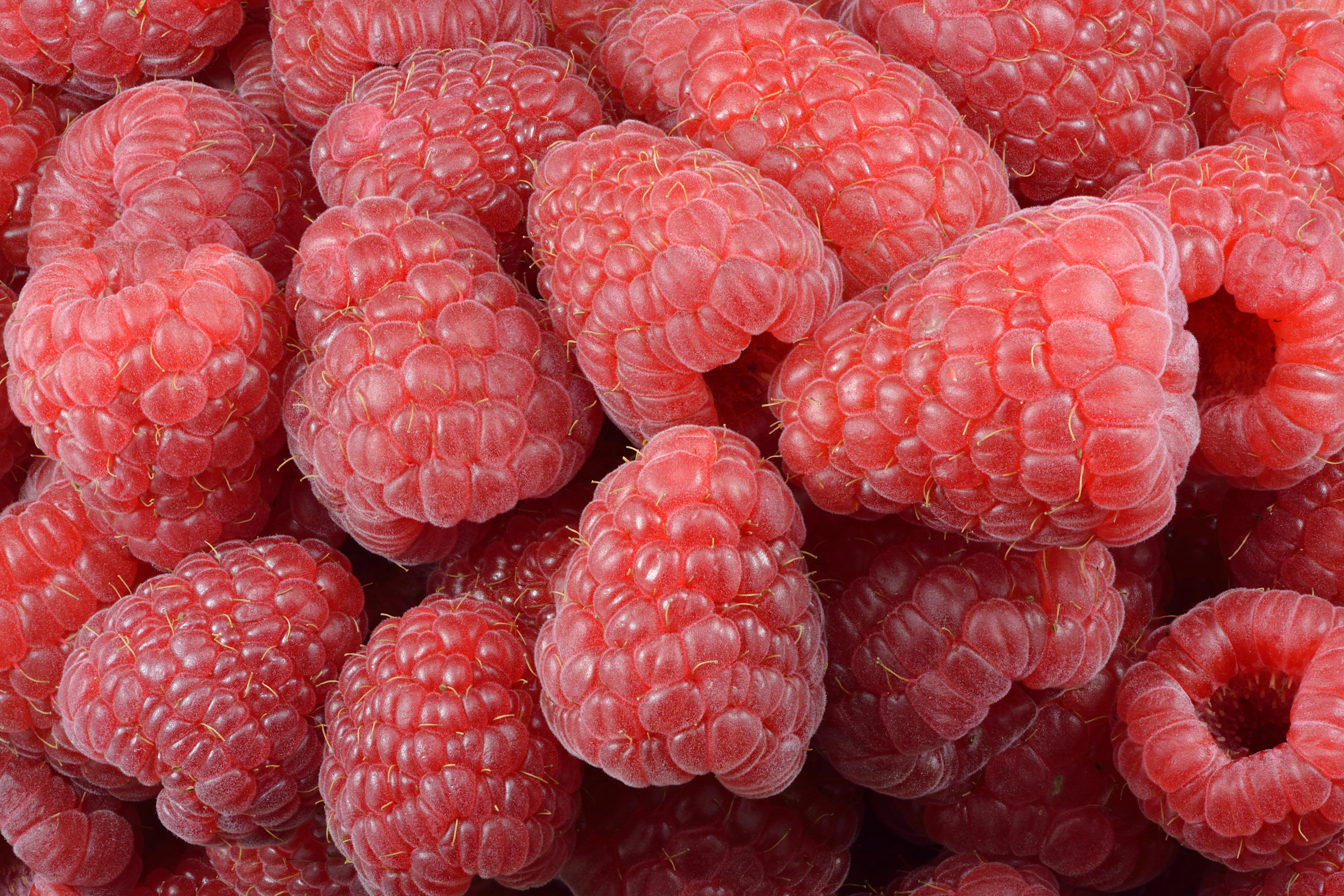
Himbeeren

## Geschichte
Adipinsäure wurde erstmals 1838 von französischen Chemiker Auguste Laurent aus den Reaktionsprodukten nach dem Kochen von Ölsäure mit Salpetersäure isoliert.

## Darstellung
Adipinsäure kann in einem zweistufigen Prozess aus Cyclohexan gewonnen werden. Dabei wird Cyclohexan zunächst mit Luftsauerstoff zu einem Gemisch aus Cyclohexanon und Cyclohexanol oxidiert. Daraus wird durch Oxidation mit Kaliumpermanganat oder Salpetersäure die Adipinsäure dargestellt. Alternativ dazu bietet sich eine Herstellung aus Furfural an, bei der Furfural über einem ZnO-Cr2O3-Kontakt decarbonyliert wird. Mit dem erhaltenen Furan kann nun mit HCl eine Etherspaltung (begünstigt durch den Dien-Charakter) durchgeführt werden. Nach einer Umsetzung mit Natriumcyanid und vollständiger Hydrolyse erhält man ebenfalls Adipinsäure. Außerdem werden auch große Mengen Adipinsäure durch Hydrolyse von Adipodinitril hergestellt. Bei einem anderen Verfahren zur Darstellung von Adipinsäure, das unter anderem von Sabine Becker entwickelt wurde, werden mehrkernige Metallkatalysatoren eingesetzt, so dass die Reaktion bei Raumtemperatur und Atmosphärendruck ablaufen kann. Dabei kann mit µ4-Oxido-Kupfercluster I als Katalysator und Wasserstoffperoxid als Co-Reagenz Cyclohexan in einer Ein-Topf-Reaktion zu Adipinsäure umgesetzt werden.

## Eigenschaften
Adipinsäure, HOOC–(CH2)4–COOH, bildet farblose Kristalle (monoklin), die bei 152 °C schmelzen und einen lang anhaltenden, sauren Geschmack haben.

## Verwendung
Adipinsäure ist vor allem ein Zwischenprodukt für Nylon. Dieser Kunststoff entsteht als Kondensationsprodukt aus Adipinsäure und Hexamethylendiamin unter Wasserabspaltung. Die monomere Zwischenstufe Hexamethylendiaminadipat wird auch AH-Salz genannt und ergibt sich aus den Anfangsbuchstaben der Komponenten. Adipinsäure wird auch als Vorprodukt für die Synthese von Polyesterpolyolen für Polyurethansysteme und thermoplastische Polyurethane verwendet. Hauptanwendungsgebiete sind Elastomere, Weich- und Hartschäume. Hochsiedende Ester der Adipinsäure, speziell Diethylhexyladipat, werden als Ersatz für Ester der Phthalsäure als Weichmacher für Polyvinylchlorid (PVC) eingesetzt.
Adipinsäure ist in der EU als Lebensmittelzusatzstoff (E 355) zugelassen und dient als solcher als Säuerungsmittel, ebenso wie ihre Alkalisalze Natriumadipat (E 356) und Kaliumadipat (E 357) und wird manchmal auch als Ersatz für die Weinsäure im Backpulver und Limonaden eingesetzt.
Außerdem wird Adipinsäure als Zusatzmittel in der Rauchgasentschwefelung eingesetzt, um die Abscheideleistung von Kalksteinwäschern über 99 % anzuheben. Die Aufgabe der Adipinsäure ist dabei hauptsächlich, einen pH-Puffer bereitzustellen.
Durch Erhitzen von Salzen der Adipinsäure kann Cyclopentanon synthetisch hergestellt werden.

## Sicherheitshinweise
Adipinsäure ist als ätzend eingestuft, es verursacht schwere Augenschäden.